# 北郊站
北郊站是中国铁路上海局集团直属的货运特等站，位于上海市区北部彭浦工业区，是上海市北部地区主要货运办理站。北郊站是全中国铁路最大的零担货运站之一，2001年时年到发量约为620万吨。
北郊站办理整车、集装箱，专用线整车发到业务，主要办理發到集装箱、纸及文教类、化工类、钢材类、工机类等货物。北郊站货场占地面积32万平方米，设有8座仓库，2处集装箱场地；有40吨门吊1台、36吨门吊2台。车站货场设有通往中国人民银行上海总部的专用线。

## 历史

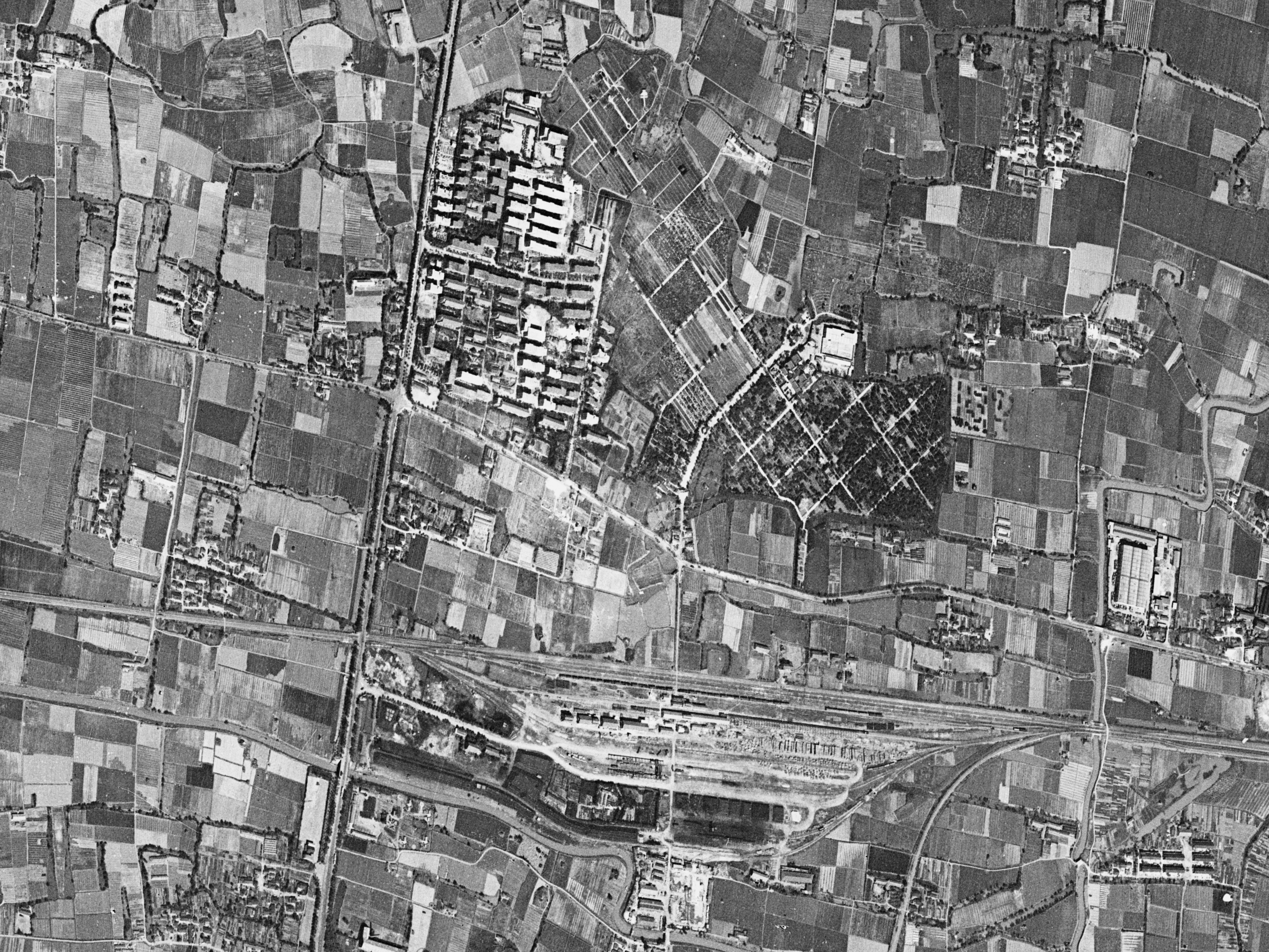
彭浦站卫星图（1966年）

北郊站于1959年1月18日随南何铁路建成，1月27日交付使用，原名彭浦站。车站设有10股道、总延长7.77公里，以办理专用线业务为主。
1973年上海铁路局在规划筹建上海新客站时，决定将原上海东站的货运功能转移到彭浦站；同时对彭浦站进行扩建。1978年10月1日扩建后的车站正式对外营业，同时车站名改为北郊站。
北郊站原为上海铁路局的直属车站，2005年5月16日和原杨浦直属站合并后管辖南何铁路、北杨铁路上的北郊、桃浦、张庙、杨行、江湾、何家湾、殷行和杨浦站。2010年北郊直属站车站整体建制并入南翔直属站。

## 车站周边
- 彭浦新村站